# あねぐるみ
『あねぐるみ』は、森繁拓真による日本の漫画。『まんがタイムオリジナル』（芳文社発行）にて連載された。2013年現在、単行本は既刊1巻。

## 内容
おもちゃメーカー・ホープトイズに務める楠木健郎は、同じ会社内に姉の暦がいる。社内では極力、暦と会話しないようにしているはずの健郎だが、超目立つ暦の言動にいつも巻き込まれてしまう。

## 登場人物
楠木健郎（くすのきたけろう）
おもちゃメーカー・ホープトイズに務める27歳。総務部の平社員。社内では上司であり、家では同居する姉である暦に四六時中振り回されている。
楠木暦（くすのきこよみ）
おもちゃメーカー・ホープトイズ企画部の敏腕女性課長。ヒット商品を連発し、社内だけでなく、業界内でも有名な存在。型破りな性格で健郎にはいつも強い態度で接する。

## 単行本
- 森繁拓真 『あねぐるみ』 芳文社〈まんがタイムコミックス〉、既刊1巻
  1. 2013年4月6日発売 ISBN 978-4-8322-5178-6